# Ulises (revista)

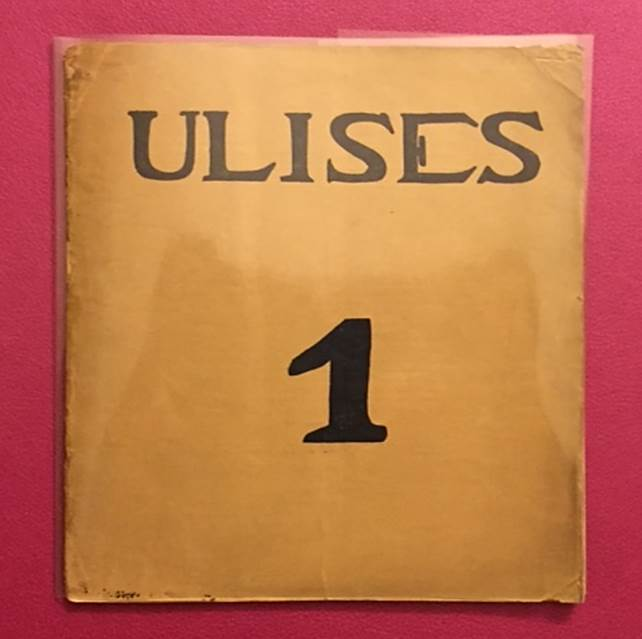
Primer número de la revista Ulises.

Ulises es una revista literaria enfocada mayormente a la poesía, creada por Xavier Villaurrutia y Salvador Novo publicada de 1927 a 1928 en la que colaboraban escritores como Gilberto Owen y Jaime Torres Bodet, además de pintores como Agustín Lazo y Diego Rivera. La revista fue llamada Ulises en homenaje de admiración al escritor irlandés James Joyce.

## Origen y desarrollo
Debido a los cargos públicos que Xavier Villaurrutia y Salvador Novo ejercían durante los años 1925-1926 sus actividades literarias en conjunto se habían reducido, por lo que, en 1927 cuando sus funciones dentro del Departamento de Salud fueron más estables, plantearon la creación de Ulises, revista que sería patrocinada por el doctor Gastélum, secretario de Educación y de Salubridad. El primer número de la revista salió en mayo de 1927 y después de su publicación, al quedarse sin apoyo económico para seguir a flote, es Rivas Mercado quien aporta los fondos necesarios para que se siga editando hasta su número 6, los cuales tenían fechas de publicación irregulares.

«Este grupo de Ulises fue en un principio un grupo de personas ociosas. Nadie duda, hoy día, de la súbita utilidad del ocio. Había un pintor, Agustín Lazo, cuyas obras no le gustaban a nadie. Un estudiante de filosofía, Samuel Ramos, a quien no le gustaba el maestro Caso. Un prosista y poeta, Gilberto Owen, cuyas producciones eran una cosa rarísima y un joven crítico que todo lo encontraba mal, que se llama Xavier Villaurrutia. En largas tardes, sin nada mexicano que leer, hablaban de libros extranjeros. Fue así como les vino la idea de publicar una pequeña revista de crítica y curiosidad».
Salvador Novo

Ulises fue la primera revista mexicana vanguardista de curiosidad y crítica que no sólo observó el panorama local, sino que se asomó a países como España, Francia, Italia, Alemania y Estados Unidos. La revista tuvo tal impacto que el director del Boletín Titikaka en Perú, Gamaliel Churata, en la sección Nuestros canjes alaba los contenidos en Ulises.
Con tan sólo 6 números publicados, la revista fue suspendida cuando Salvador Novo, sin dar razones claras, decide dejar la dirección de la revista dejando a cargo a Xavier Villaurrutia, sin embargo, no volvió a ser publicada. Los números que anticipadamente se habían preparado y quedan pendientes después de la suspensión, Torres Bodet los incluye en los primeros números de la revista Contemporáneos.

## Contenido

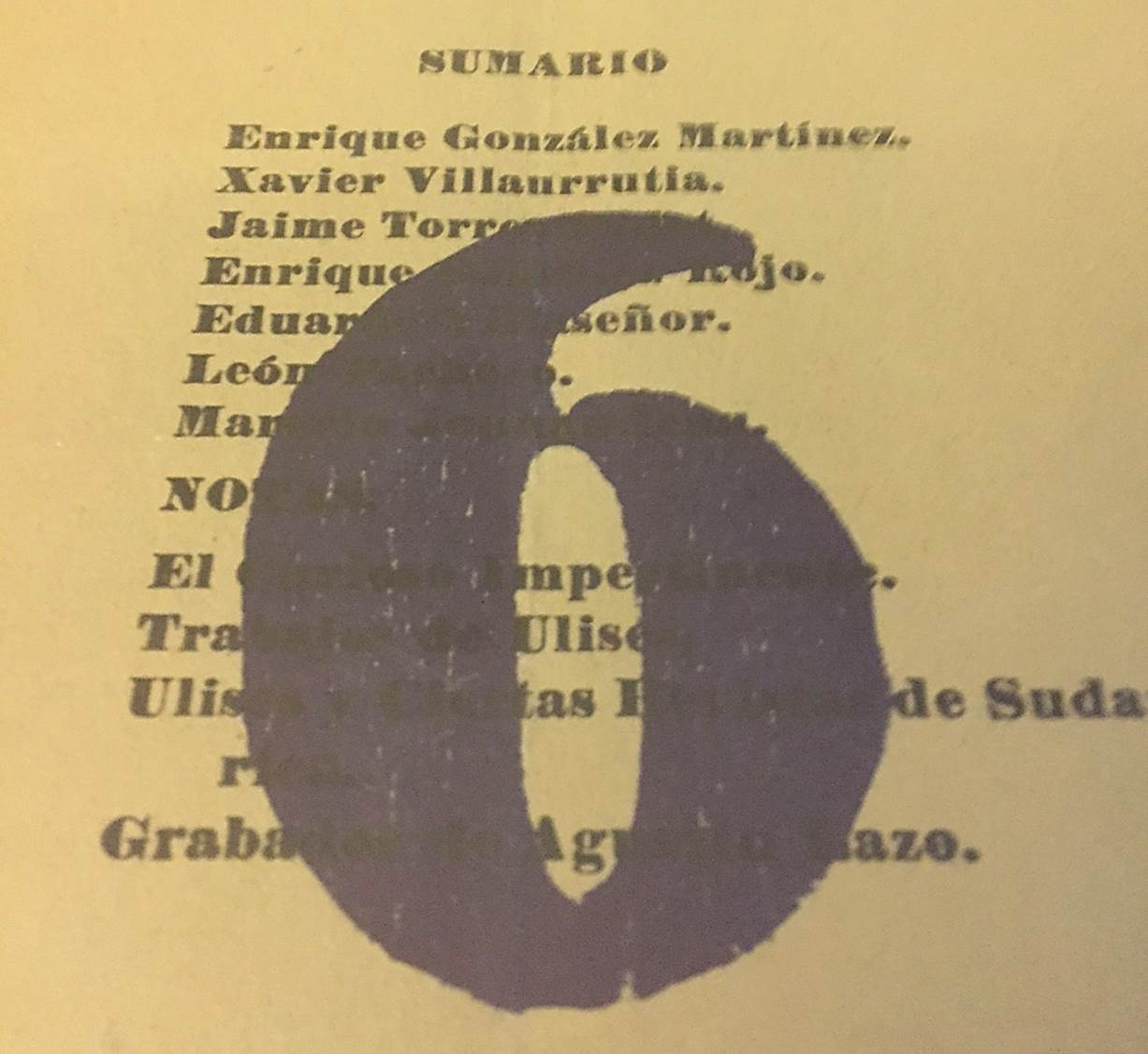
Foto del sumario del sexto y último número de Ulises.

El primer número de la revista comienza con los poemas en francés La statue y Torticolistalie de Max Jacob y prosigue con notas acerca del pintor Agustín Lazo escrito por Jorge Cuesta;  reseña de libro firmada por Xavier Villaurrutia; poemas de Salvador Novo y Gilberto Owen quien también colabora con una reseña de libro; un relato de Maximo Bontempelli y una reproducción de Las criadas del pintor Lazo, publicado en mayo de 1927.
En el segundo número de la revista participaron Carl Sandburg, Samuel Ramos, Carlos Pellicer, Gilberto Owen, Mariano Azuela, Xavier Villaurrutia, Jorge Cuesta, Salvador Novo y Roberto Montenegro.
En el tercer número Enrique González Martínez, Samuel Ramos, Julio Torri, Salvador Novo, Jaime Torres Bodet, Jorge Cuesta, Xavier Villaurrutia y Ermilio Abreu Gómez, Carlos Diaz Dufoo con notas del Curioso Impertinente. 
En la cuarta edición participaron J. Romano, Xavier Villaurrutia, Salvador Novo, Jorge Cuesta. Incluye grabados de Montenegro. 
En el quinto número hacen aparición Salvador Novo, Gilberto Owen, Juan Lacomba, Benjampin Jarnés, Marcelo Jouhandean con notas de Jacques de Lacretelle, Xavier Villaurruutia, Antonieta Rivas, El Curioso Impertinente, Margarita de Niebka, Lautreamont, Franciscus de P. Herrasti, James Joyce. Incluye grabados de Diego Rivera.
En el sexto y último número participaron Enrique Gonzales Martínez, Xavier Villaurrutia, Jaime Torres Bodet con grabados de Agustín Lazo, publicado en febrero de 1928.